# Marianne Weber
Marianne Weber, roz. Marianne Schnitger (2. srpna 1870 Oerlinghausen – 12. března 1954 Heidelberg), byla německá socioložka, aktivistka za ženská práva a manželka Maxe Webera.

## Život

### Dětství, 1870–1893
Marianne Schnitger se narodila 2. srpna 1870 v Oerlinghausenu do rodiny lékaře Eduarda Schnitgera a jeho ženy Anny Weber, dcery významného oerlinghausenského podnikatele Karla Webera. Po smrti své matky v roce 1873 byla dalších čtrnáct let vychovávána svou babičkou a tetou v Lemgo. Během této doby byli hospitalizováni s psychickými problémy. Když bylo Marianne 16 let, Karl Weber ji poslal na tzv. finishing school v Lemgo and Hanoveru, kterou dokončila v 19 letech. Po smrti své babičky v roce 1889 žila několik let u své tety (z matčiny strany) Alwine v Oerlinghausenu.
V roce 1891 začala Marianne trávit čas s rodinou Weberových v Charlottenburgu, konkrétně s Maxem Weberem mladším a jeho matkou Helene. S Helene se velmi sblížila a říkala o ní, že „nezná svou vnitřní krásu“. V roce 1893 se v Oerlinghausenu vdala za Maxe Webera a společně se přestěhovali do bytu v Berlíně.

### Manželství, 1893–1920

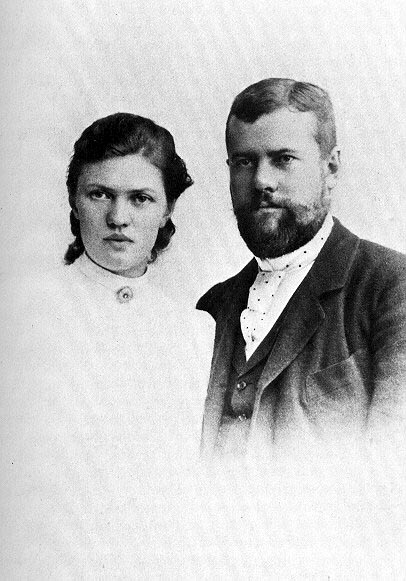
Marianne a Max Weber, 1894

Během prvních let jejich manželství učil Max nejprve v Berlíně a poté v roce 1894 na univerzitě v Heidelbergu. V té době se i Marianne věnovala vlastnímu studiu. Po přestěhování do Freiburgu v roce 1894, studovala s předním novokantovským filosofem Heinrichem Rickertem. Také se začala angažovat v ženském hnutí poté, co slyšela přední feministické mluvčí na politickém kongresu v roce 1895. V roce 1896 spoluzaložila spolek pro šíření feministických myšlenek. Spolu s Maxem pracovala na zvyšování počtu žen na univerzitách.
V roce 1898 se Max psychicky zhroutil, pravděpodobně v souvislosti se smrtí svého otce, která následovala brzy po tom, co ho Max konfrontoval ohledně zneužívání Helene. Mezi roky 1898 a 1904 se Max stáhl z veřejného života, několikrát byl hospitalizován v psychiatrické léčebně, nutkavě cestoval a rezignoval na svou pozici na Univerzitě v Heidelbergu.

## Vybraná díla
- Fichtes Sozialismus und sein Verhältnis zur Marxschen Doktrin („Fichtův socialismus a jeho vztah k marxistické doktrýně“, 1900)
- Beruf und Ehe („Profese a manželství“, 1906)
- Ehefrau und Mutter in der Rechtsentwicklung („Manželství, mateřství a právo“, 1907)
- Die Frage nach der Scheidung („Otázka rozvodu“, 1909)
- Autorität und Autonomie in der Ehe („Autorita a autonomie v manželství“, 1912)
- Über die Bewertung der Hausarbeit („O oceněňování domácích prací“, 1912)
- Frauen und Kultur („Ženy a kultura“, 1913)
- Max Weber. Ein Lebensbild („Max Weber: Životopis“, 1926)
- Die Frauen und die Liebe („Ženy a láska“, 1935)
- Erfülltes Leben („Naplněný život“, 1942 znovu publikováno v 1946)
- Lebenserinnerungen („Vzpomínky“, 1948)